# Parc d'État de Ricketts Glen
Le parc d’État de Ricketts Glen (anglais : Ricketts Glen State Park)  est un parc d'État de 5 280 hectares situé dans les comtés de Columbia, Luzerne et Sullivan en Pennsylvanie, aux États-Unis.
National Natural Landmark, il est connu pour ses forêts primaires et ses chutes d'eau.